# Wabienice
Wabienice – wieś w Polsce położona w województwie dolnośląskim, w powiecie oleśnickim, w gminie Bierutów. 

## Podział administracyjny
W latach 1945–1954 siedziba gminy Wabienice. W latach 1954–1971 wieś należała i była siedzibą władz gromady Wabienice, po jej zniesieniu w gromadzie Bierutów. W latach 1975–1998 miejscowość administracyjnie należała do województwa wrocławskiego.

## Historia osady
O wsi wzmiankowano w 1266 r. w akcie nadania wójtowi Wilhelmowi z Dzierżoniowa do lokowania na prawie niemieckim przez Henryka III, ks. wrocławskiego. Późniejsze nazwy to Wabeniz, Vabeniz, Wabenicz. W latach 1496–1750 wieś była własnością książąt oleśnickich. 

## Zabytki
Do wojewódzkiego rejestru zabytków wpisane są:
- kościół parafialny pw. Nawiedzenia Najświętszej Marii Panny; wymieniany był już w 1287 r. - XIII w. Już wtedy był to kościół parafialny. Nauki Lutra były chętnie przyjmowane przez ludność księstwa oleśnickiego, czemu sprzyjała postawa władcy - Karola I z dynastii Podiebradowiczów. Dlatego już w 1530 r. protestanci, którzy byli w przewadze przejęli miejscowy kościół, do którego w 1716 r. dostawiono wieżę. W 1816 r. kościół został odnowiony staraniem barona von Hettersdorfa. W kościele znajduje się łaskami słynący obraz Matki Bożej, przywieziony w 1945 r. przez polskich ekspatriantów z kościoła dominikańskiego w Potoku Złotym[5].
- park i ogród, z XIX w.